# أون دراما
أون دراما (بالإنجليزية: ON Drama)‏ هي قناة فضائية مصرية تابعة لمجموعة قنوات أون، وإحدى قنوات المتحدة للخدمات الإعلامية، تُبث على القمر الصناعي المصري نايل سات، انطلقت في 29 أبريل 2017، وهي ثاني قناة تطلقها شبكة قنوات أون، وهي متخصصة في عرض المسلسلات والأعمال الدرامية القديمة والحديثة على مدار الساعة.